# Nikołaj Czernuchin
Nikołaj Aleksiejewicz Czernuchin (ros. Николай Алексеевич Чернухин, ur. 25 października 1935 w osiedlu Stiepnoj w rejonie poworińskim, zm. 8 maja 2005 w Tiumeni) – radziecki działacz partyjny i państwowy, przewodniczący Obwodowego Komitetu Wykonawczego w Tiumeni (1985-1990).
1958 ukończył Azowsko-Czarnomorski Instytut Mechanizacji i Elektryfikacji Gospodarstwa Wiejskiego, a 1971 Wyższą Szkołę Partyjną przy KC KPZR. 1985-1990 przewodniczący Obwodowego Komitetu Wykonawczego Rady Deputatów Ludowych w Tiumeni. 1990-1993 ludowy deputat Federacji Rosyjskiej. 1994-2000 kierownik oddziału regionalnego Funduszu Ubezpieczeń Społecznych Federacji Rosyjskiej w Tiumeni, później dyrektor międzysektorowego przedstawicielstwa Stowarzyszenia „Prodintiern” w Tiumeni.

## Odznaczenia
- Order Lenina
- Order Czerwonego Sztandaru Pracy (dwukrotnie)
- Order „Znak Honoru”

I 7 medali.